# (9634) 1993 XB
1993 أكس بي (ويعرف أيضًا باسم (9634) 1993 أكس بي وفق تسمية الكوكب الصغير) (بالإنجليزية: 1993 XB)‏ هو كويكب ضمن حزام الكويكبات؛ وترتيبه 9634 من حيث الاكتشاف.
اكتُشف هذا الجُرم الفلكي بواسطة Astronomical Observatory of Farra d'Isonzo ‏ في 4 ديسمبر 1993.

## وصلات خارجية
- (9634) 1993 XB في قاعدة بيانات مختبر الدفع النفاث لأجرام النظام الشمسي الصغيرة

- الاكتشاف · مخطط المدار ·  العناصر المدارية · المعلمات المادية

- (9634) 1993 XB على موقع ويكي سكاي: DSS2, SDSS, GALEX, IRAS, Hydrogen α, X-Ray, Astrophoto, Sky Map, Articles and images